# Podagrionella empusae
Podagrionella empusae är en stekelart som först beskrevs av Jean Risbec 1951.  Podagrionella empusae ingår i släktet Podagrionella och familjen gallglanssteklar. Inga underarter finns listade i Catalogue of Life.